# アジア大洋州局

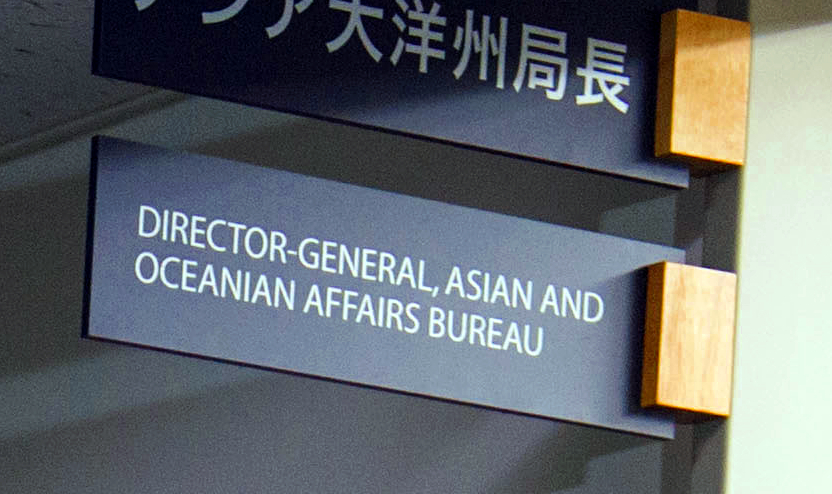
外務省庁舎のアジア大洋州局長執務室

アジア大洋州局（アジアたいようしゅうきょく、英語: Asian and Oceanian Affairs Bureau）は、日本の外務省の内部部局の一つ。2001年1月に従来のアジア局を改組（欧亜局から大洋州課を移管）して発足した。

## 職務
アジア大洋州地域の安定と繁栄の確保を目指し、域内地域・諸国間における未来に向けた友好関係を構築し、望ましい国際環境を確保するという地域別外交の基本目標を基に、以下の施策を行っている。
- 東アジアにおける地域協力の強化
- 朝鮮半島の安定に向けた努力
- 未来志向の日韓関係の推進
- 未来志向の日中関係の推進
- 太平洋地域諸国との友好関係の強化

## 変遷
- 2001年1月：アジア局を改組し、局設置。
- 2006年4月：中国課に日中経済室を設置。
- 2006年8月：南部アジア部を新設。東南アジアや南アジア（パキスタン以東）に関する事務を移管。
- 2008年7月：中国課を中国・モンゴル課に改称。
- 2012年8月：日中経済室を中国・モンゴル第二課に、中国・モンゴル課を中国・モンゴル第一課に組織改編
- 2018年7月：北東アジア課を二課に分け、北東アジア第一課及び北東アジア第二課を設置した。両課の設置に伴い、北東アジア第一課が韓国情勢、日韓協力等、北東アジア第二課が北朝鮮情勢、日朝関係等を所掌する。また、アジア大洋州地域に関する外交政策の総合的な企画立案及び調整の必要性が特に高い事情にかんがみ、地域政策課を地域政策参事官に改組。

## 組織
- 局長
- 参事官
- 地域政策参事官
- 中国・モンゴル第一課：総合政策担当
- 中国・モンゴル第二課：経済関係担当
- 北東アジア第一課：韓国担当
- 北東アジア第二課：北朝鮮担当
- 大洋州課：オセアニア諸国担当

### 南部アジア部
- 南東アジア第一課：インドシナ半島諸国（ベトナム、カンボジア、タイ、ミャンマー、ラオス）担当
- 南東アジア第二課：インドシナ半島以外の東南アジア諸国（インドネシア、シンガポール、東ティモール、フィリピン、ブルネイ、マレーシア）担当
- 南西アジア課：パキスタン以東の南アジア諸国（インド、スリランカ、ネパール、パキスタン、バングラデシュ、ブータン、モルディブ）担当

## 歴代局長
- 金井正彰　(2025年-)
- 鯰博行　(2023年-)
- 船越健裕　(2020年-)
- 滝崎成樹  (2019年-)
- 金杉憲治（2016年-）
- 石兼公博（2015年-）
- 伊原純一（2013年-）
- 杉山晋輔（2011年-）
- 齋木昭隆（2008年）
- 佐々江賢一郎（2005年）
- 薮中三十二（2002年）
- 田中均（2001年）
- 槇田邦彦（アジア局長）
- 阿南惟茂（1997年）
- 加藤良三（1995年）
- 川島裕（1994年）
- 池田維（1992年）
- 谷野作太郎（1989年）
- 長谷川和年（1988年）
- 藤田公郎（1986年）
- 後藤利雄（1984年）
- 橋本恕（1983年）
- 木内昭胤（1980年）
- 柳谷謙介（1978年）
- 中江要介（1975年）
- 高島益郎（1973年）
- 吉田健三（1972年）
- 須之部量三（1968年）
- 小川平四郎（1966年）
- 後宮虎郎（1962年）
- 伊関佑二郎（1959年）
- 板垣修（1957年）
- 中川融（1953年）
- 倭島英二（1951年）
- 島津久大（1949年政務局長）
- 大野勝巳（1949年）
- 大野勝巳（1948年総務局長）
- 朝海浩一郎（1948年）
- 太田一郎（1947年）
- 岡崎勝男（1946年）
- 安藤義良（1945年政務局長）
- 上村伸一（1945年）